# Пентре-Ифан

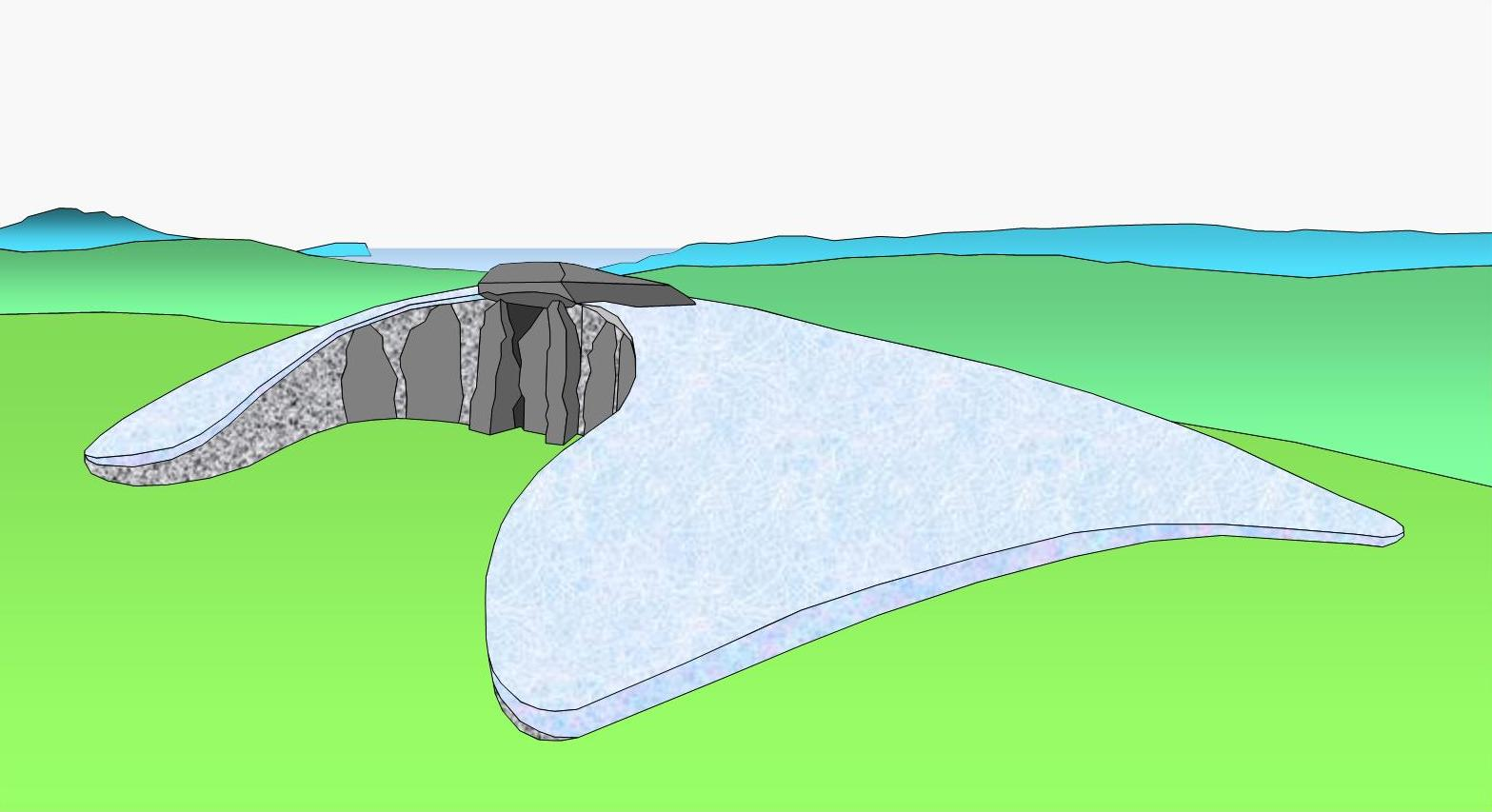
Реконструкция дольмена

Пентре-Ифан (валл. Pentre Ifan) — древний манор и община в деревне Неверн, графство Пембрукшир, Уэльс, Великобритания. Главная достопримечательность — самый большой и лучше всего сохранившийся неолитический дольмен в Уэльсе.
Дольмен примерно датируется 3500—4000 годом до нашей эры и являлся, предположительно, местным кладбищем. Оставшиеся шесть вертикальных камней и один, положенный на три из них, горизонтальный, скорее всего, являются остатками гробницы, которая имела 36,6 метров в длину и 17 метров в ширину. Вероятнее всего, здесь было гораздо больше камней меньших размеров, но только эти семь остались в неизменном положении спустя тысячелетия. Единственный горизонтальный камень имеет в длину 5,1 метра, его нижний край находится на высоте 2,4 метра над землёй, а масса оценена в 16 тонн. При строительстве сооружения применялась техника «сухой кладки».
На месте древнего захоронения проводились раскопки в 1936—1937 и 1958—1959 годах, оба раза под предводительством археолога Уильяма Граймса, но они не принесли никаких практических результатов.
В настоящее время дольмен находится под опекой службы сохранения исторического наследия Уэльса Cadw. Археологический памятник поддерживается в порядке, доступ к нему бесплатный, ближайший крупный город — Кардиган, расположенный примерно в 13 километрах (по прямой) к северо-востоку.